# 狼面獸屬
狼面獸屬（屬名：Lycaenops）又譯雷塞獸，屬名意為“狼的面孔”，狼面獸是已滅絕合弓綱的一屬，屬於獸孔目的麗齒獸亞目，化石發現於南非卡魯盆地的小頭獸組合帶（Cistecephalus assemblage zone），地質年代為二疊紀晚期的吳家坪階。
狼面獸是種有長腿的小型肉食動物，頭顱骨長29公分，完整身長估計約1.7公尺。如同現代的狼，狼面獸有修長的頭顱骨，上下頜各有一對犬齒。這些尖銳犬齒適合刺穿並撕下大型獵物的肌肉。狼面獸極可能獵食小型脊椎動物，例如爬行動物、小型盤龍目、以及二齒獸類（如羅伯特獸、小頭獸）。狼面獸以接近直立的長四肢行走、奔跑。直立四肢是只有在哺乳類才發現的特徵，但不出現在更原始的羊膜動物與合弓動物上，例如盤龍目與早期爬行動物的四肢是朝向身體兩側。狼面獸的移動方式類似哺乳類，讓使牠們在獵食其他陸地脊椎動物時有所優勢。

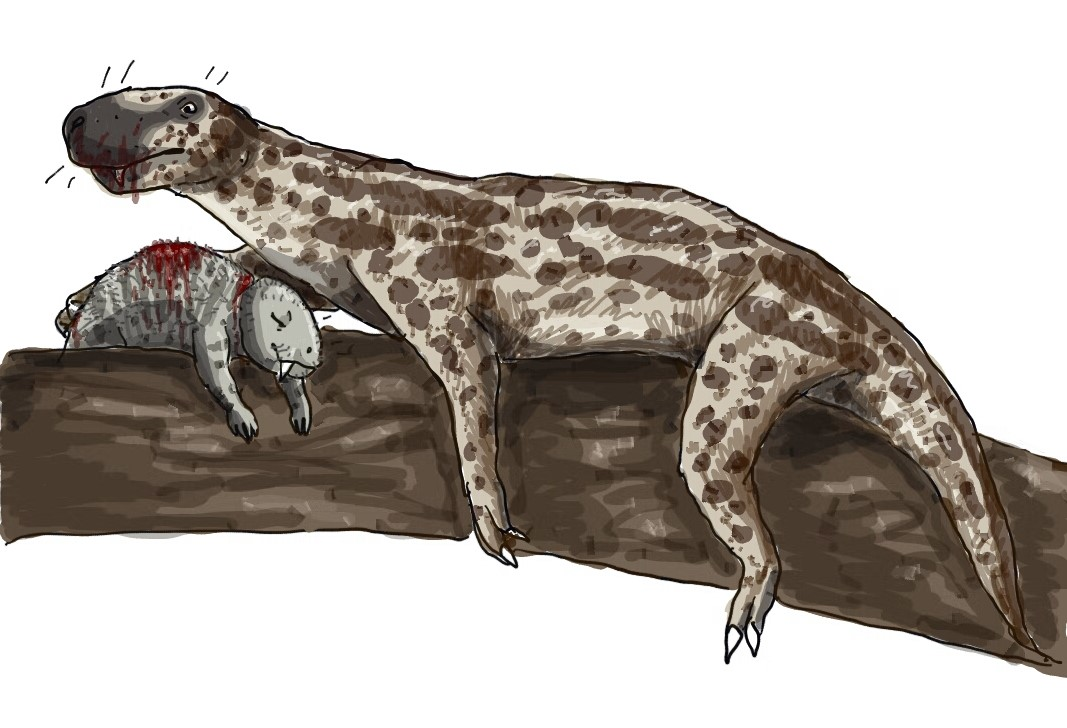
猎食二齿兽下目
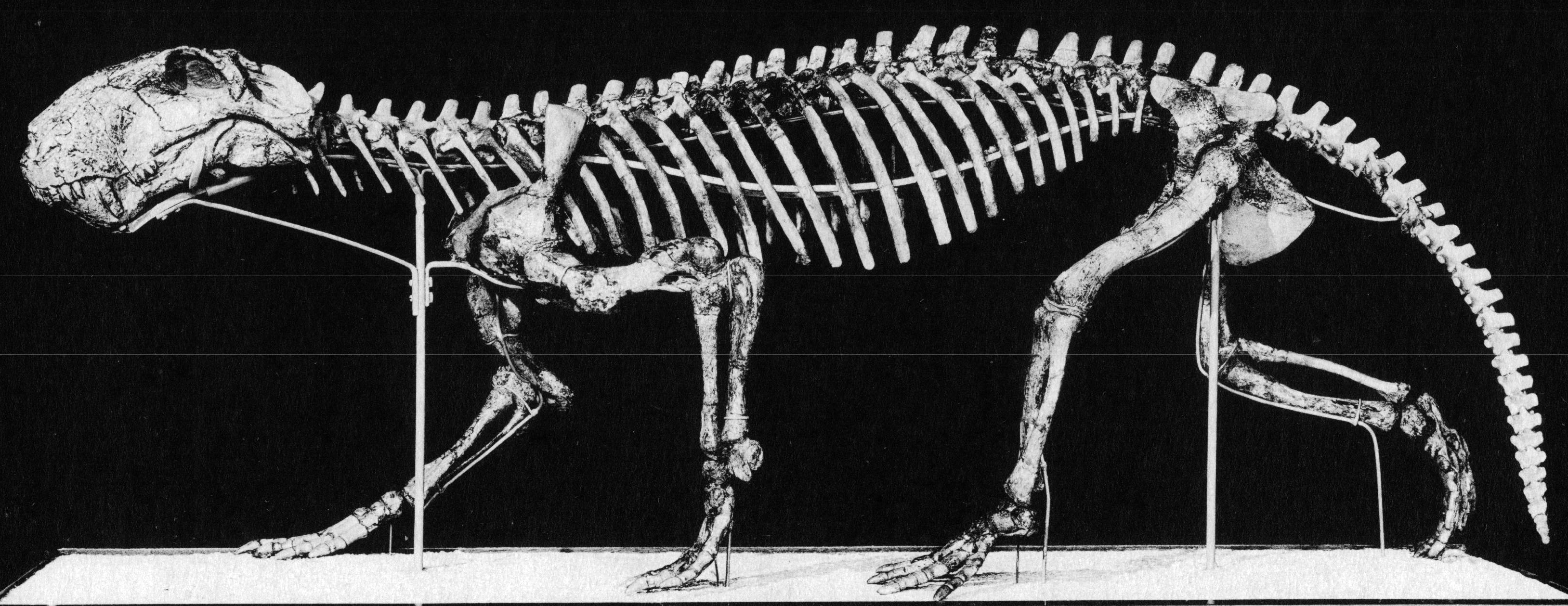
依照正模標本（編號AMNH 2240）而重建的骨架模型
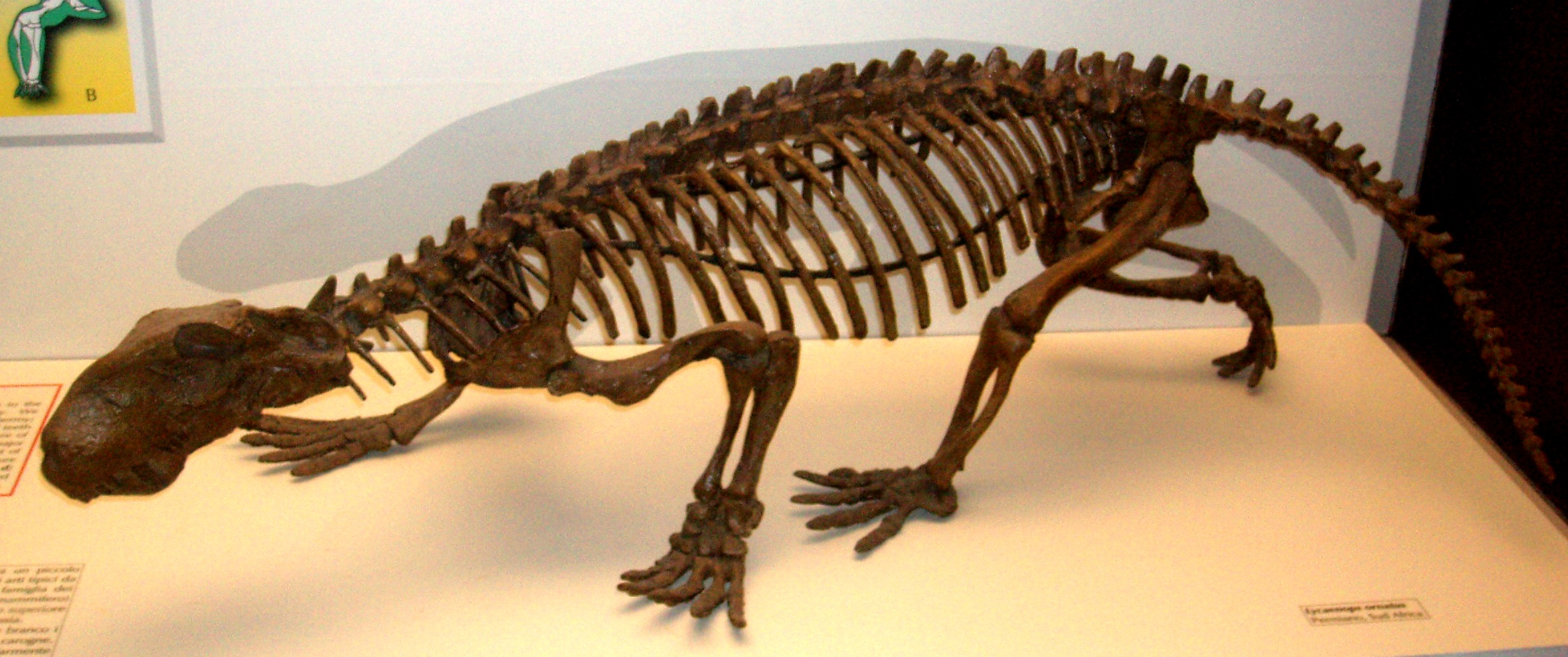
L. ornatus的骨架模型
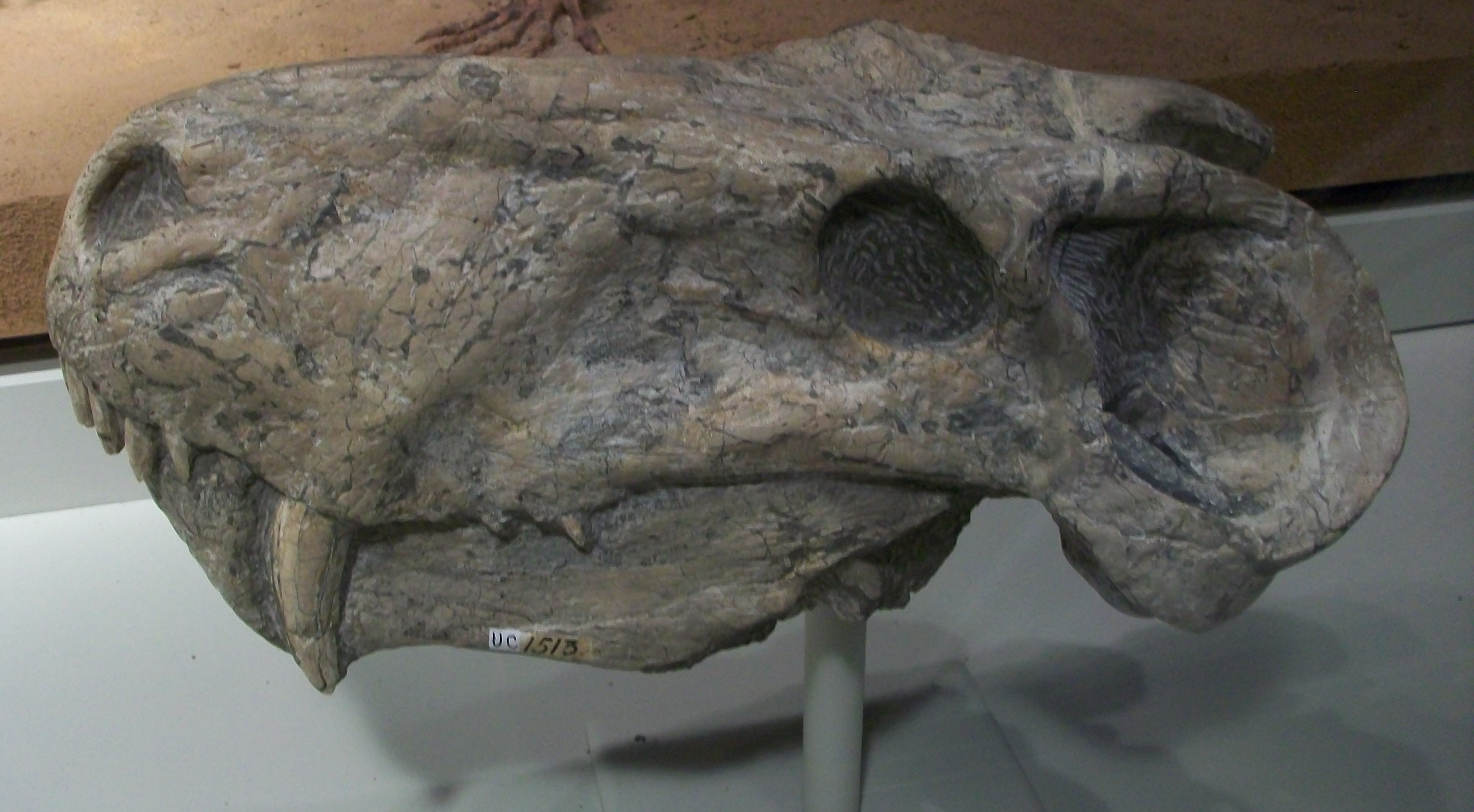
L, cf. angusticeps的頭顱骨，芝加哥菲爾德博物館
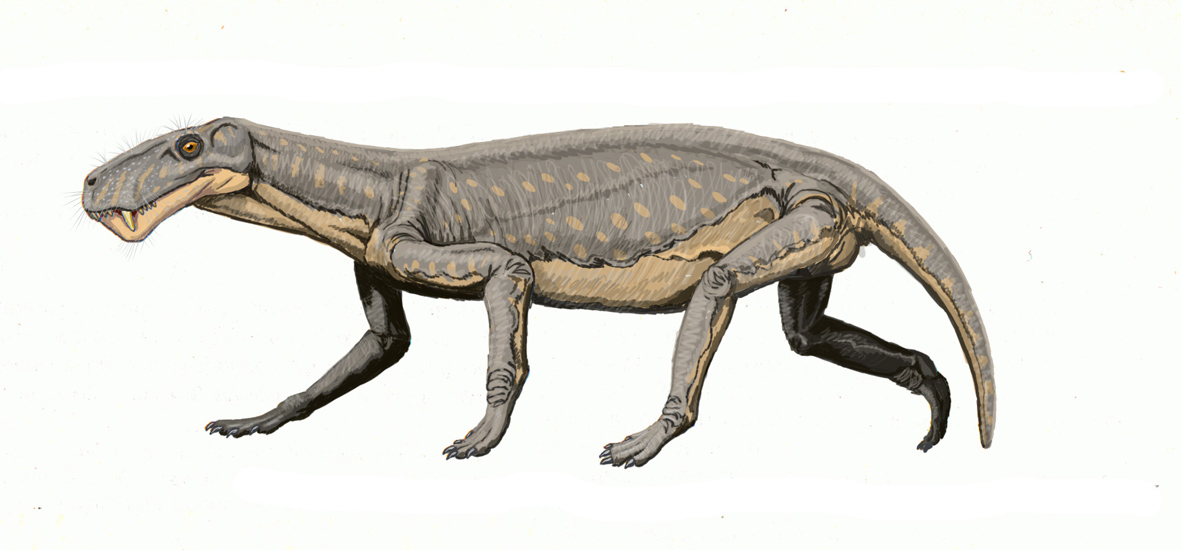
Lycaenops sp.
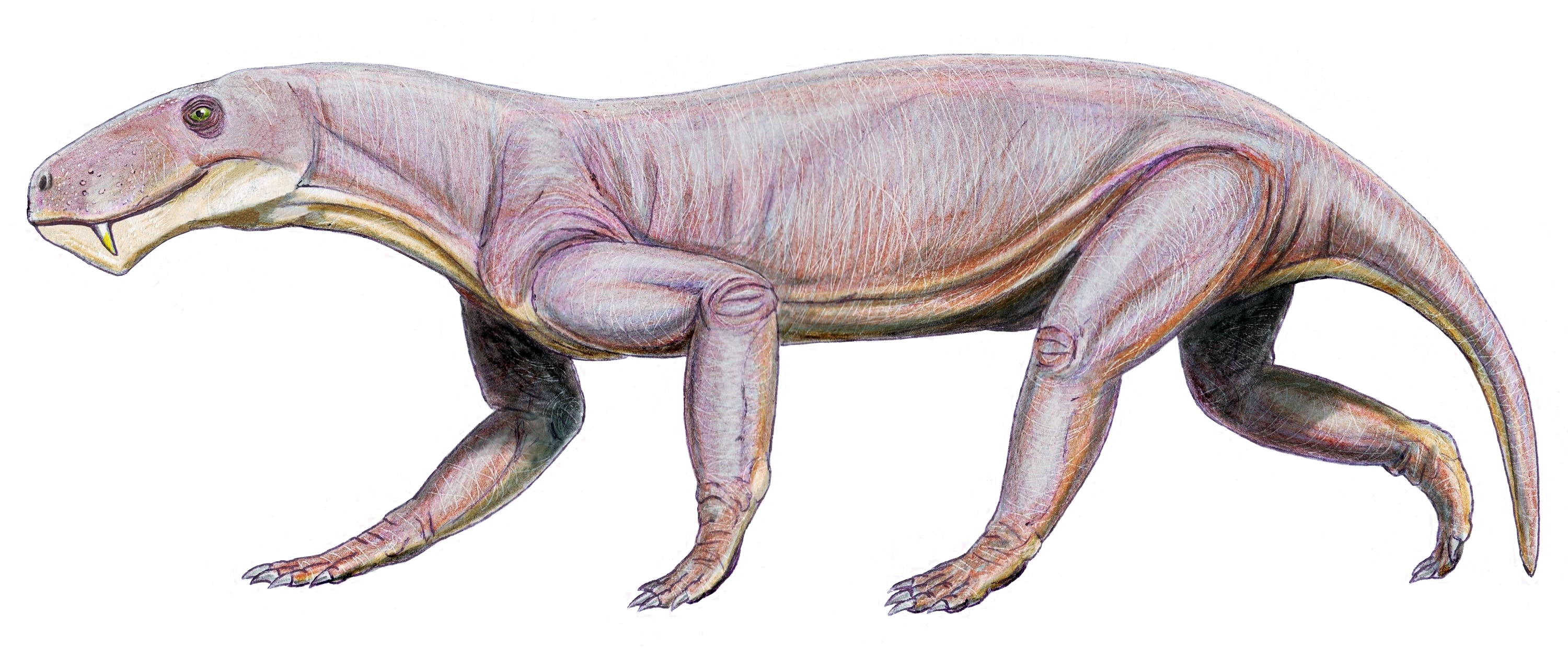
L. ornatus

## 外部連結
- 狼面獸的基本資料 （页面存档备份，存于）